# شراب واشینگتن
شراب واشینگتن به شراب‌های گفته می‌شود که از انگورهای ایالت واشینگتن گرفته می‌شود. ایالت واشینگتن در تولید شراب در ایالات متحده پس از کالیفرنیا رتبه دوم را دارد.
تا سال ۲۰۱۱ در ایالت بیش از ۴۳۰۰۰ هکتار (۱۷۰ کیلومترمربع) تاکستان با برداشت بیش از ۱۴۲۰۰۰ تن انگور به ۴۲ کشور جهان با بیش از ۸۵۰ شراب‌خانه، شراب صادر می‌شد. در حالی که بسیاری از فعالیت‌ها در نیمهٔ غربی ایالت انجام می‌شود ولی ۹۹٫۹ درصد از شرابگیری‌ها در نیمه شرقی ایالت انجام می‌شود.